# Nambikwara
Die Nambikwara sind ein indigenes Volk im Amazonasgebiet. Sie leben im Grenzgebiet der brasilianischen Bundesstaaten Mato Grosso und Rondônia. Die zahlenmäßig kleine Ethnie (ca. 1.200) spricht eine eigene Sprache, das Nambikwara.

## Kultur
Die Nambikwara kennen keine Kleidung, sondern tragen lediglich Schmuckbänder, die Männer einen Strohschurz am Genital. Sie leben halbnomadisch, das heißt, die Gruppe zieht in der Trockenzeit umher und ernährt sich von der Jagdbeute der Männer und dem, was die Frauen sammeln können. Als Behausung dient ihnen in dieser Zeit nur ein Sonnenschutz aus Blättern und Zweigen. Erst in der Regenzeit errichten sie vorübergehend festere Hütten; die Männer betreiben in dieser Zeit Ackerbau (u. a. Maniok).
Die materielle Kultur der Nambikwara wird als extrem schlicht beschrieben und wirkt auch verglichen mit benachbarten Ethnien karg. Sie schlafen auf dem nackten Boden, kennen kaum dekorative Kunst, teilweise nicht einmal die Töpferei. Der Besitz der Familie findet in einer großen Kiepe Platz, die beim Umherziehen von der Ehefrau getragen wird.
Die Organisation der Nambikwara ist schwach ausgeprägt. Einziges festes Band ist die Familie (die Nambikwara praktizieren die Kreuzcousinenehe); die Zugehörigkeit zu einer Gruppe unterliegt der freien Entscheidung und ist veränderlich. Die Macht der Häuptlinge basiert auf Überzeugung der Gruppenmitglieder (charismatische Herrschaft). Im Gegenzug genießt der Häuptling keine nennenswerten Privilegien außer der Erlaubnis einer polygamen Lebensweise (er nimmt Nebenfrauen zu seiner Hauptfrau hinzu).

## Forschungsgeschichte
Beim Bau einer Telegraphenleitung kam der brasilianische Abenteurer Cândido Rondon Anfang des 20. Jahrhunderts mit dem Stamm in Kontakt. Der französische Anthropologe Claude Lévi-Strauss betrieb 1939 bei den Nambikwara Feldforschung, er befasste sich auch in seiner Doktorarbeit mit ihnen (La vie familiale et sociale des indiens Nambikwara, 1948). In seinem Reisebericht Traurige Tropen von 1955 widmet er ihnen ebenfalls ein Kapitel. Er ist entsetzt über die Entwicklung, die der Stamm 10 Jahre später genommen hatte, als ihn Kalervo Oberg besuchte.